# Maison du Dauphin (Troyes)
L'Hôtel du Dauphin  est un hôtel particulier situé à Troyes, dans le département de l'Aube, en France. 

## Localisation
Situé dans le département français de l'Aube, sur la commune de Troyes, entre le 32, rue Kléber et le  2, rue Célestin-Philbois.

## Historique
Ce bâtiment du début du XVIe siècle est en pan de bois avec un encorbellement. Il tient son nom au blason représentant les armes du Dauphin de France.
Il est inscrit comme monument historique par arrêté du 14 février 1995.

## Galerie

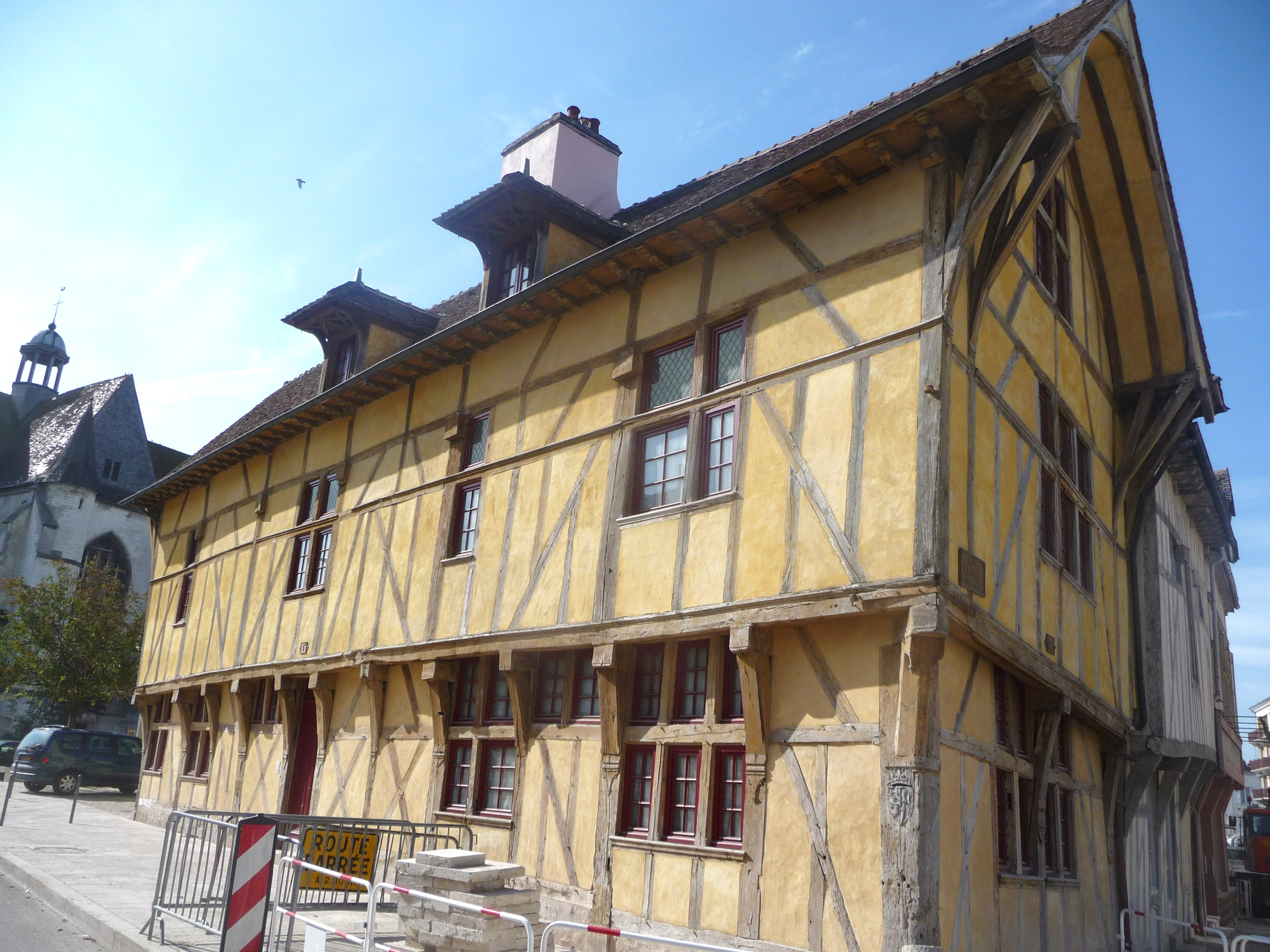
La maison,
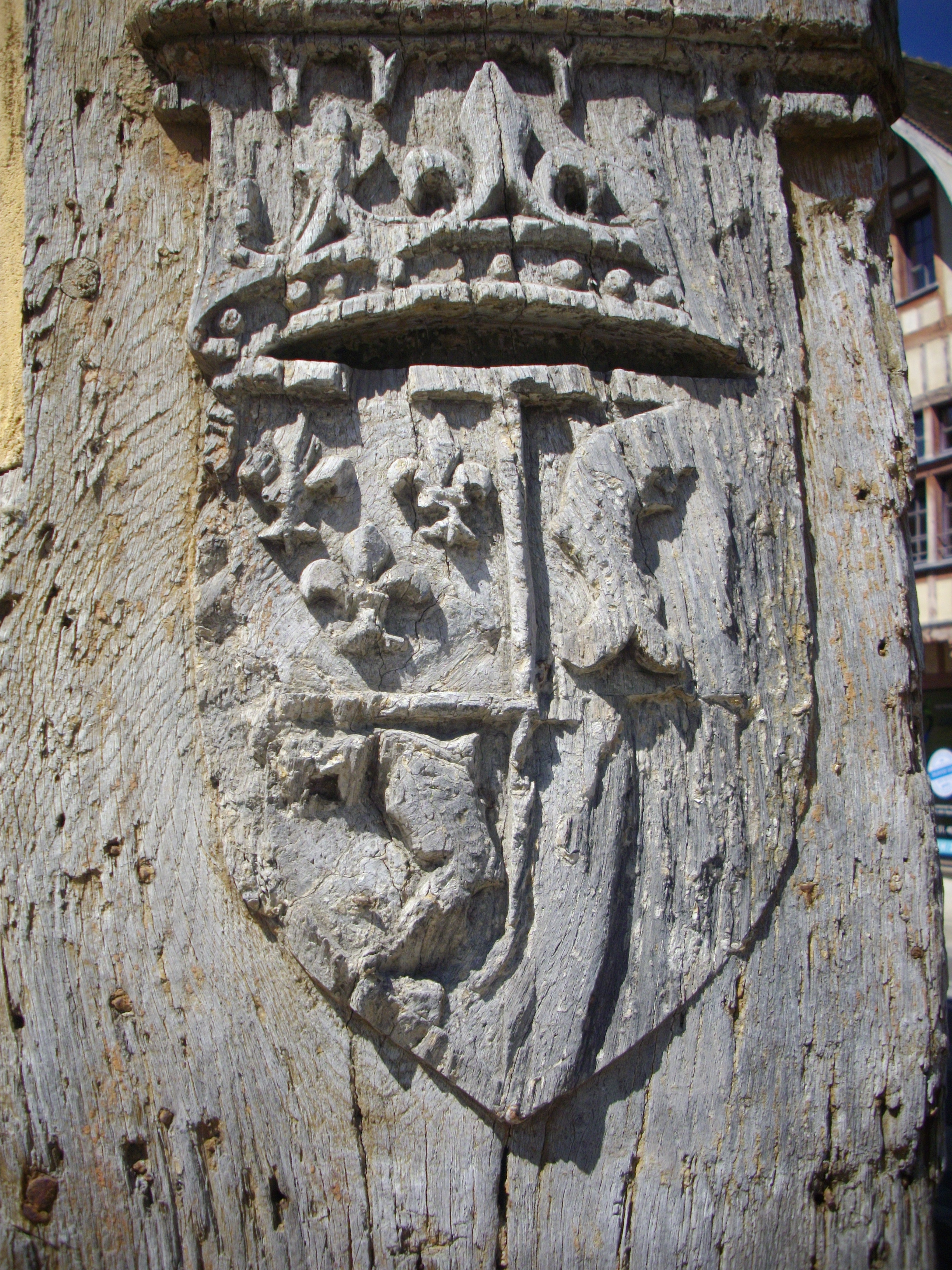
le blason.